# Arsène Ade-Mensah
Arsène François Ade-Mensah (Ginevra, 6 giugno 1971) è un ex cestista francese.

## Palmarès
- Campionato francese: 4

Olympique Antibes: 1990-91, 1994-95
PSG Racing: 1996-1997
ASVEL: 2001-2002